# Bank of Mauritius
A Bank of Mauritius (franciául: Banque de Maurice) a Mauritiusi Köztársaság központi bankja. 1967 szeptemberében hozták létre azzal a céllal, hogy az állam központi bankja legyen. A Bank of England mintájára és tisztviselőinek segítségével hozták létre. Feladatai közé tartozik a mauritiusi valuta, a mauritiusi rúpia kibocsátása.

## Története
A 19. században három különálló, mára megszűnt kereskedelmi bank működött Bank of Mauritius néven. Az első Bank of Mauritius néven futó pénzintézet 1813 körül kezdte meg működését, de csak 1825-ig maradt fent. A második Bank of Mauritius egy brit tengerentúli bank volt, két igazgatótanáccsal, az egyik Londonban, a másik pedig Port Louisban működött. Az 1847-es brit bankválság következtében megszüntette a működését. A helyi érdekek 1894-ben létrehozták a harmadik Bank of Mauritius-t, hogy átvegye a csődbe jutott New Oriental Bank Corporation helyi ügyfélkörét, azonban az Mercantile Bank of India felvásárolta a bankot. 

### A Valutaügyi biztosok testülete
A Bank megalakulása előtt a valutakibocsátást a Board of Commissioners of Currency (valutaügyi biztosok testülete) irányította. 
A Bank of Mauritius felállítása egy új szakasz kezdetét jelentette Mauritius monetáris politika történelmében. A pénzügyi rendszer ezzel a lépéssel meghaladta a Sterling Exchange Standard szakaszát, amely során az angol fontot fix áron váltották.  A bank létrehozásával a mauritiusi rúpia olyan valutává vált, melynek árfolyamát a kormány központi bankja szabályozza, így a monetáris döntéseket meghozó hatóság szerepe fontossá vált.

## A Bank céljai
A Bank of Mauritius 1966. évi törvény meghatározza a bank céljait, amelyek a következők: „a mauritiusi valuta belső és külső értékének és belső konvertibilitásának védelme”, valamint „Mauritius gazdasági tevékenységének és jólétének erősítését szolgáló monetáris feltételek megteremtését elősegítő intézkedések felé való iránymutatás.”
A Bank a stabil árviszonyok melletti monetáris politika kialakításáért és végrehajtásáért felelős hatóságként jött létre. Feladata továbbá Mauritius pénzügyi rendszerének stabilitásának megőrzése és megerősítése.

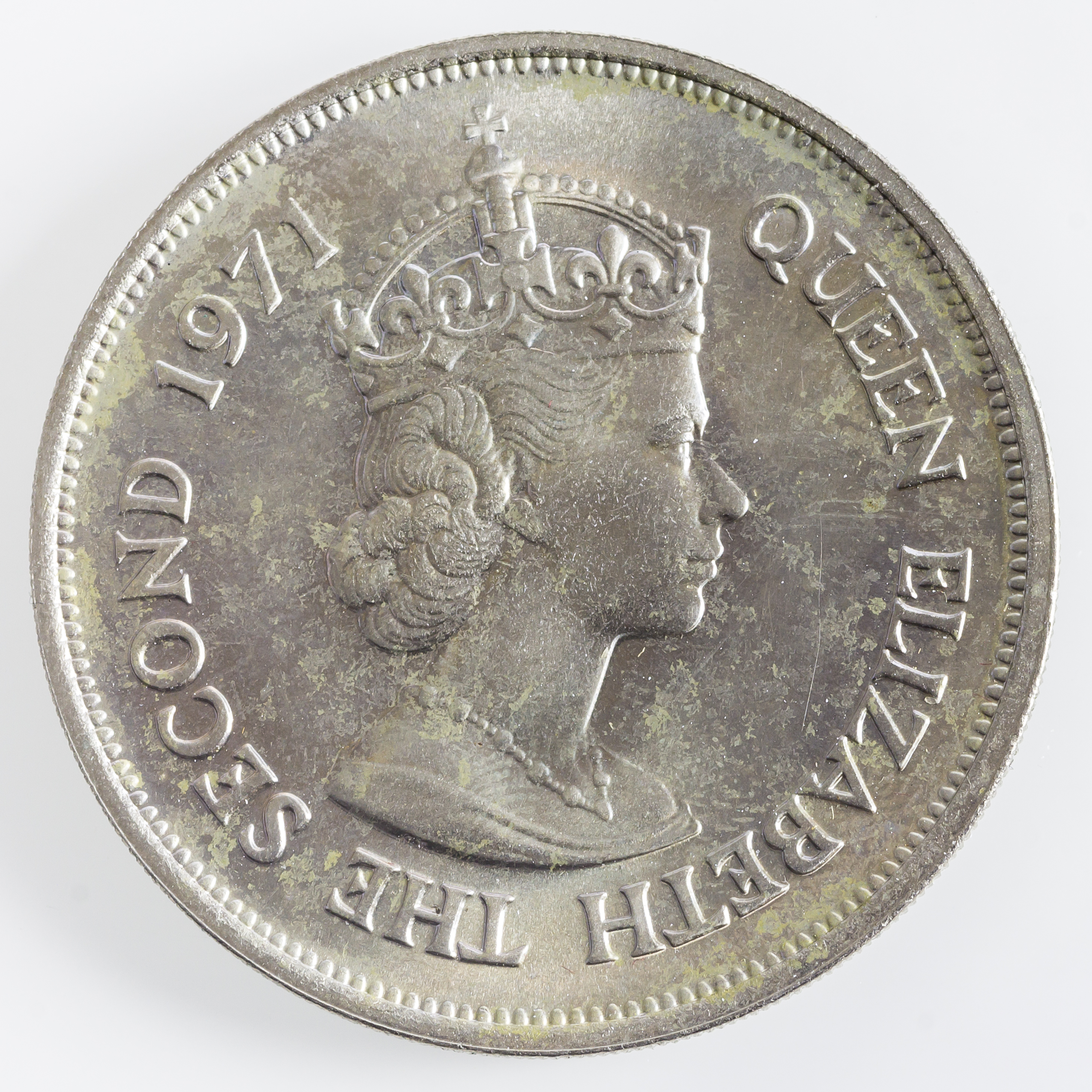
Mauritiusi 1 rúpiás érme 1971-ből, II. Erzsébet, mint Mauritius királynője képmásával.

## Fordítás
- Ez a szócikk részben vagy egészben  a   Bank of Mauritius című angol Wikipédia-szócikk ezen változatának fordításán alapul.  Az eredeti cikk szerkesztőit annak laptörténete sorolja fel. Ez a jelzés csupán a megfogalmazás eredetét és a szerzői jogokat jelzi, nem szolgál a cikkben szereplő információk forrásmegjelöléseként.